# Karl Stenzel (Archivar)
Karl Stenzel (* 26. Mai 1889 in Straßburg; † 3. März 1947 in Karlsruhe) war ein deutscher Historiker, Archivar und langjähriger Leiter des Generallandesarchivs Karlsruhe.

## Leben
Nach dem Besuch des protestantischen Jean-Sturm-Gymnasiums in Straßburg studierte Stenzel zwischen 1908 und 1910 an der Universität Straßburg Geschichte, Germanistik und Englisch. Nach seinem Staatsexamen und einem Probelehrjahr im Schuldienst trat er 1912 als wissenschaftlicher Hilfsarbeiter in das Bezirksarchiv des Unterelsass ein. 1914 wurde er in Straßburg mit einer Arbeit über Die Politik der Stadt Straßburg am Ausgang des Mittelalters in ihren Hauptzügen dargestellt promoviert. 1917 folgte die Ernennung zum kaiserlichen Archivar. Im Jahr 1919 entschieden sich Stenzel und seine Frau für die deutsche Staatsbürgerschaft und mussten im Oktober das Elsass verlassen. 1920 trat er eine Stelle als Bibliothekar an der Württembergischen Landesbibliothek in Stuttgart an. 1928 wechselte er an das neu eingerichtete Stadtarchiv Stuttgart, um dieses aufzubauen. Zwischen 1938 und 1939 war Stenzel Stadtarchivdirektor und zeitgleich Leiter der Stadtbibliothek Stuttgart. Er begründete die stadtgeschichtliche Sammlung.
1939 wechselte er zum Badischen Generallandesarchiv. Ein Jahr später wurde er vom Chef der Zivilverwaltung im Elsass zum Beauftragten für das elsässische Archivwesen ernannt. 1943 wurde er „Kommissarischer Generaldirektor der Oberrheinischen Archive“ und als solcher Leiter der Archive Colmar, Karlsruhe und Straßburg mit Sitz in Straßburg.
Der 1933 in die NSDAP eingetretene Stenzel wurde 1945 von der Spruchkammer als Mitläufer eingestuft und verlor seine Posten in Karlsruhe.
Seine Arbeiten an den Beständen des Straßburger Stadt- und Bezirksarchivs führten zu umfangreichen Untersuchungen zur Stadt- und Kirchengeschichte im Spätmittelalter. Am Badischen Generallandesarchiv Karlsruhe arbeitete er gemeinsam mit Manfred Krebs an der Beständestruktur und sorgte in Karlsruhe und Straßburg für die Auslagerung der Archivalien während der Kriegsjahre.
In Folge der nationalsozialistischen Verfolgung wurden viele Kunstobjekte auf den Kunstmarkt geworfen. Stenzel nutzte die Gelegenheit, um diese für die Stuttgarter stadtgeschichtliche Sammlung anzukaufen.

## Veröffentlichungen (Auswahl)
- Die Straßburger Chronik des elsässischen Humanisten Hieronymus Gebwiler. Berlin 1926, UB Bielefeld.
- Herzog Karl Eugen und Schillers Flucht. Neue Zeugnisse aus den Papieren des Generals von Augé. Stuttgart 1936.
- Die Trierer Kurfürsten. Kirchheim 1937.